# Ashton Sanders

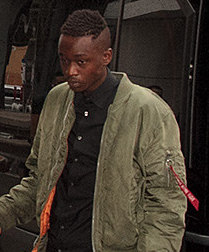
Ashton Sanders beim Toronto International Film Festival 2016

Ashton Sanders (* 24. Oktober 1995 in Carson) ist ein US-amerikanischer Filmschauspieler.

## Leben und Ausbildung
Ashton Sanders wurde in Carson geboren und wuchs in Los Angeles auf. Ab dem Alter von acht Jahren spielte er Theater. Er hatte Auftritte am Los Angeles Theater, am Nate Holden Performing arts Center und an der Central Los Angeles High School of performing Arts. Später erhielt Sanders Schauspielunterricht, eine Sprechausbildung und Tanzunterricht von Wendy Raquel Robinson am Amazing Grace Conservatory und an der Central Los Angeles High School of Visual and performing Arts.

## Filmkarriere
Als Sanders 15 Jahre alt war, hatte er sein Schauspieldebüt im Film The Retrieval. Darin spielte er in der Hauptrolle den 13-jährigen Will, der sich mit einer Bande von Kopfgeldjägern auf der Suche nach einem flüchtigen Ex-Sklaven befindet. 2013 wurde Sanders für seine schauspielerische Leistung in diesem Film im Rahmen des New Orleans Film Festivals und des Phoenix Film Festivals gemeinsam mit anderen an dem Film beteiligten Personen mit dem Publikumspreis ausgezeichnet. Später erhielt Sanders eine kleinere Rolle im Film Straight Outta Compton.
Während der Dreharbeiten zum Film Moonlight unterbrach Sanders für ein Jahr sein Studium der Schauspielerei an der DePaul University in Chicago. Im Film übernahm Sanders die Rolle der Hauptfigur als Teenager, einem homosexuellen Sohn einer Crack-Süchtigen, der in Miami aufwächst und sich sein ganzes Leben im Prozess der Identitätsfindung befindet. Der Film wurde 2016 beim Telluride Film Festival und im Rahmen des Toronto International Film Festivals vorgestellt. Wie auch die Mütter des Regisseurs Barry Jenkins und von Tarell Alvin McCraney, dem Autor des Dramas, das dem Film als Vorlage diente, war auch Sanders Mutter drogenabhängig, was ihm andererseits nach eigenen Aussagen half, sich auf die Rolle vorzubereiten. Der Film wurde im Rahmen der Oscarverleihung 2017 als Bester Film ausgezeichnet. Als zunächst La La Land als Bester Film bekanntgegeben wurde, dann jedoch nach der Entdeckung eines Irrtums Moonlight die Auszeichnung erhielt, betrat Sanders gemeinsam mit dem Filmstab und seinen Schauspielkollegen die Bühne.
Im Dezember 2016 wurde bekannt, dass Sanders neben John Goodman eine Rolle im Science-Fiction-Film Captive State erhalten hatte. In dem Gefängnisdrama All Day and a Night, das am 1. Mai 2020 in das Programm von Netflix aufgenommen wurde, übernahm Sanders die Hauptrolle von Jahkor Abraham Lincoln, der immer davon geträumt hat, als Rapper Karriere zu machen, doch wie sein Vater J.D., gespielt von Jeffrey Wright, im Gefängnis landet, obwohl er niemals so werden wollte wie dieser. In dem Film Judas and the Black Messiah von Shaka King erhielt Sanders neben Lakeith Stanfield und Daniel Kaluuya die Rolle von Larry Robertson, einem Mitglied der Black Panther Party.
Im Jahr 2022 folgte die musikalische Filmbiografie Whitney Houston: I Wanna Dance with Somebody über das Leben Whitney Houstons. Sanders war an der Seite von Naomi Ackie als Bobby Brown zu sehen.
Neben seiner Tätigkeit als Schauspieler arbeitete Sanders als Model für die Herrenunterwäsche-Frühjahrskollektion 2017 von Calvin Klein.

## Filmografie (Auswahl)
- 2013: The Retrieval
- 2015: Straight Outta Compton
- 2016: Moonlight
- 2018: Dead Women Walking
- 2018: The Equalizer 2
- 2019: Native Son
- 2019: Captive State
- 2019: Wu-Tang: An American Saga
- 2020: All Day and a Night
- 2021: Judas and the Black Messiah
- 2022: Whitney Houston: I Wanna Dance with Somebody

## Auszeichnungen
Black Reel Award
- 2017: Nominierung als Bester Nebendarsteller (Moonlight)
- 2017: Nominierung in der Kategorie Outstanding Breakthrough Performance, Male (Moonlight)
- 2017: Nominierung als Teil des Besten Schauspielensembles im Film Moonlight[10]

Critics’ Choice Movie Award
- 2016: Auszeichnung als Teil des Besten Schauspielensembles im Film Moonlight[11]

Gotham Independent Film Award
- 2016: Auszeichnung mit dem Special Jury Prize als Teil des Ensembles im Film Moonlight[12]

Independent Spirit Award
- 2016: Auszeichnung mit dem Robert Altman Award als Teil des Ensembles im Film Moonlight[13]

Screen Actors Guild Award
- 2017: Nominierung als Mitglied des Besten Schauspielensembles in einem Film (Moonlight)[14]

MTV Movie & TV Awards 2017
- Auszeichnung für den Besten Kuss (mit Jharrel Jerome in Moonlight)[15]